# Psoralée bitumineuse
Bituminaria bituminosa
Espèce
Classification phylogénétique
La Psoralée bitumineuse (Bituminaria bituminosa (L.) Stirton.) est une espèce de plantes à fleurs dicotylédone, de la famille des Fabacées (ou légumineuses). C'est une plante vivace qui pousse en bordure des champs ou des chemins, notamment en région méditerranéenne.
Les noms évoquent la particularité de la plante, dont la tige et surtout les feuilles froissées sentent le goudron.

## Synonymes
- Psoralea bituminosa L.
- Aspalthium bituminosum (L.) Kuntze

## Noms vernaculaires
Trèfle bitumineux, Herbe au bitume.

## Description
Elle forme des touffes ayant en moyenne 50 cm de haut (parfois plus), avec des tiges longues, fines et assez peu ramifiées.
Les feuilles sont trifoliées, chacune comportant trois folioles minces et lancéolées. Les fleurs sont portées par un pédoncule lui aussi assez long. Comme celles du trèfle, elles sont réunies en un faux capitule serré et arrondi comportant une quinzaine de fleurs entourées de bractées assez longues. La carène est blanche; les ailes, plus longues que la carène, ont une belle couleur lilas.
Les fruits sont des gousses d'environ 2 cm.

### Caractéristiques
Organes reproducteurs
La floraison a lieu de mai à octobre.
- Couleur dominante des fleurs : bleu
- Inflorescence : racème capituliforme
- Sexualité : hermaphrodite
- Pollinisation : entomogame

Graine
- Fruit : gousse
- Dissémination : épizoochore

Habitat et répartition
- Habitat type : pelouses basophiles mésoméditerranéennes, mésohygrophiles
- Aire de répartition : eurasiatique tempéré